# Dubiaranea versicolor
Dubiaranea versicolor là một loài nhện trong họ Linyphiidae. Loài này được phát hiện ở Colombia, Ecuador và Peru.